# Hahncappsia praxitalis
Hahncappsia praxitalis là một loài bướm đêm trong họ Crambidae.